# ロベルト・フィルミーノ・バルボーサ・デ・オリヴェイラ
ロベルト・フィルミーノ・バルボーサ・デ・オリヴェイラ（Roberto Firmino Barbosa de Oliveira、1991年10月2日 - ）は、ブラジル・マセイオ出身のサッカー選手。カタール・スターズリーグ・アル・サッドSC所属。元ブラジル代表。ポジションはフォワード。

## クラブ経歴

### ホッフェンハイム
2010年12月、ブラジルのフィゲイレンセFCからTSG1899ホッフェンハイムへ2015年6月までの契約で移籍。2011年1月に正式に加入した。1か月後の1.FSVマインツ05戦で75分、セバスティアン・ルディとの交代でデビュー。4月16日のアイントラハト・フランクフルト戦で移籍後初ゴールを決めた。2011-12シーズンはリーグ戦3ゴールに終わった。2012-13シーズンは36試合に出場し、7ゴールを決めた。

### リヴァプール
2015年6月24日、リヴァプールFCと2020年6月までの5年契約で完全移籍した。移籍金は明かされていないが、ドイツ紙『ビルト』によると4100万ユーロと報道された。
2015-16シーズン、2016年1月14日のアーセナルFC戦では2ゴールを決め、リヴァプールが選ぶ2016年1月の最優秀選手に選ばれるなど、リヴァプールでの1年目はリーグ戦では10ゴールを挙げた。また年間トータルでは、ミルナーの15アシストに次ぐ、チーム2位タイとなる10アシストを記録した。
2016-17シーズン、2017年4月8日のストーク・シティ戦では決勝ゴールを奪うなど、2年連続リーグでの2桁得点となる11ゴールを決めた。
2017-18シーズン、新加入のモハメド・サラーへ背番号11番を譲り、9番を背負うことになった。12月2日のブライトンとの対戦で2ゴールを決め、5-1での勝利に貢献した。12月6日、UEFAチャンピオンズリーグ・グループステージ第6節スパルタク・モスクワとの対戦では、2ゴールを決める活躍を見せて勝利に貢献し、チームのグループステージ首位通過に貢献した。12月26日、スウォンジー戦では3試合連続ゴールとなる2ゴールを決める活躍で5-0での勝利に貢献した。2018年1月30日、ハダースフィールド戦のゴールでリーグ3年連続の2桁ゴールを達成し、2月11日のサウサンプトン戦ではチームの先制点を決め2-0での勝利に貢献した。2月15日、チャンピオンズリーグ決勝トーナメント・ラウンド16、FCポルト戦の1stレグでは、ジェームズ・ミルナーのアシストからチームの4点目を決め、5-0での勝利に貢献した。2月24日のウェストハム戦ではチームの3点目を決め勝利に貢献した。UEFAチャンピオンズリーグ準決勝1stレグ、ASローマ戦では2ゴールの活躍で5-2での勝利に貢献した。4月29日に新たにリヴァプールと長期契約を結んだ。また、チャンピオンズリーグ初出場から11試合で通算10得点をあげ、史上最速タイを記録した。
2018-19シーズン、9月15日、プレミアリーグ第5節トッテナムとの試合でベルギー代表DFヤン・フェルトンゲンから目潰しを喰らい、9月18日のUEFAチャンピオンズリーググループステージ第1節パリ・サンジェルマンFC戦ではその影響でベンチスタートとなったが、2-2で迎えた後半アディショナルタイムに決勝ゴールを挙げ。プレミアリーグ第20節のアーセナル戦ではハットトリックを決めて5-1での勝利に大きく貢献した。チャンピオンズリーグ決勝のトッテナム・ホットスパー戦では怪我上がりながら先発したが、目立つ活躍が出来ず、ディヴォック・オリジと途中交代となったが、チームは優勝した。
2019-20シーズン、8月のUEFAスーパーカップではマネの2ゴールをアシストし優勝に貢献、8月31日のバーンリー戦でゴールを挙げたことで、ブラジル人選手初となるプレミアリーグ通算50得点を達成した。2019年12月、FIFAクラブワールドカップ準決勝のCFモンテレイ戦で決勝ゴールを決め、決勝のCRフラメンゴ戦でも延長戦で決勝ゴールを決め。シーズンを通じて重要な役割を果たし、30年振りとなるリーグ優勝に貢献した。
2020-21シーズン、11月22日、第9節、首位レスターとの対戦でゴールを決めて勝利、クラブ新記録となるホームゲーム64戦無敗記録に貢献した。2021-22シーズン、10月16日、ワトフォード戦でハットトリックを決めた。
2022-23シーズン、リーグ4節のボーンマス戦では2ゴールを挙げ、リヴァプールでの通算100ゴールを達成した。シーズン後半には同シーズン限りでチームを離れるとの報道が出たが、リーグ26節マンチェスター・ユナイテッドFC戦で途中出場から1ゴール1アシストの活躍、7-0で勝利した。
2023年5月17日、ジェイムズ・ミルナー、アレックス・オックスレイド＝チェンバレン、ナビ・ケイタと共に契約満了でリヴァプールを退団することが正式に発表された。5月20日に行われたリーグ37節アストン・ヴィラFC戦では89分に同点ゴールを記録し、リーグ戦2桁ゴールを達成すると共に試合後に行われた退団セレモニーに自ら華を添えた。リーグ最終節のサウサンプトン戦で先発出場してゴールを挙げ、リヴァプールでの最後の試合を終えた。

### アル・アハリ
2023年7月4日、サウジアラビアのアル・アハリ・サウジFCと3年契約を結んだことを発表した。8月11日、開幕戦のアル・ハズムSC戦でいきなりハットトリックの活躍を見せた。
2024-25シーズン後半はサウジ・プロリーグで登録から外れるも、AFCチャンピオンズリーグエリート2024/25では6ゴールを記録する活躍を見せ、アル・アハリの初優勝に貢献した。

### アル・サッド
2025年7月23日、カタールのアル・サッドSCに移籍し、2年契約を結んだ。

## 代表歴
2014年10月23日、ブラジル代表に初選出され、11月14日に行われたトルコ代表との親善試合で代表初出場を果たし、11月18日に行われたオーストリア代表との親善試合で初得点を挙げた。
2018FIFAワールドカップロシア大会、決勝トーナメント1回戦メキシコ戦で後半途中から出場、ネイマールのアシストから勝利を決定的とするブラジルの2点目を決め、ブラジルのベスト8進出を助けた。
コパ・アメリカ2019のメンバーに選出され、グループA第3戦のペルー戦では相手GKのミスを突き、ノールックでのゴールを決め、5-0での勝利に貢献。準決勝のアルゼンチン代表戦では1ゴール1アシストの活躍で決勝進出に大きく貢献した。
2021年6月、フィルミーノは母国開催の2021年コパ・アメリカに出場するブラジル代表メンバーに選出されました。 一方で、フィルミーノは議論を呼ぶ中で、カタールで開催された2022年ワールドカップのブラジル代表メンバーには選ばれませんでした。

## プレースタイル
2015-16シーズンに就任したユルゲン・クロップ監督のもとでは、ストライカーとも中盤の選手とも言えない、偽9番としてプレーし活躍している。両サイドのフォワードやミッドフィールダーの走り込むスペースを作り、また時に自身の飛び込むスペースをも生み出すオフ・ザ・ボールの動きに優れる。
プレミアリーグのフォワードでトップのタックル数、インターセプト数を記録するなど、守備の面でもハードワークを厭わず、献身的にピッチ中を走り回る。

## 個人成績
| クラブ           | シーズン | リーグ         | リーグ戦 | リーグ戦 | カップ戦 | カップ戦 | リーグ杯 | リーグ杯 | 国際大会 | 国際大会 | その他 | その他 | 合計 | 合計 |
| クラブ           | シーズン | リーグ         | 出場     | 得点     | 出場     | 得点     | 出場     | 得点     | 出場     | 得点     | 出場   | 得点   | 出場 | 得点 |
| ---------------- | -------- | -------------- | -------- | -------- | -------- | -------- | -------- | -------- | -------- | -------- | ------ | ------ | ---- | ---- |
| フィゲイレンセ   | 2009     | セリエB        | 2        | 0        | -        | -        | -        | -        | -        | -        | 0      | 0      | 2    | 0    |
| フィゲイレンセ   | 2010     | セリエB        | 36       | 8        | -        | -        | -        | -        | -        | -        | 15     | 4      | 51   | 12   |
| フィゲイレンセ   | 通算     | 通算           | 38       | 8        | -        | -        | -        | -        | -        | -        | 15     | 4      | 53   | 12   |
| ホッフェンハイム | 2010-11  | ブンデスリーガ | 11       | 3        | -        | -        | -        | -        | -        | -        | 0      | 0      | 11   | 3    |
| ホッフェンハイム | 2011-12  | ブンデスリーガ | 30       | 7        | 3        | 0        | -        | -        | -        | -        | 0      | 0      | 33   | 7    |
| ホッフェンハイム | 2012-13  | ブンデスリーガ | 33       | 5        | 1        | 0        | -        | -        | -        | -        | 2      | 2      | 36   | 7    |
| ホッフェンハイム | 2013-14  | ブンデスリーガ | 33       | 16       | 4        | 6        | -        | -        | -        | -        | 0      | 0      | 37   | 22   |
| ホッフェンハイム | 2014-15  | ブンデスリーガ | 33       | 7        | 3        | 3        | -        | -        | -        | -        | 0      | 0      | 36   | 10   |
| ホッフェンハイム | 通算     | 通算           | 140      | 38       | 11       | 9        | -        | -        | -        | -        | 2      | 2      | 153  | 49   |
| リヴァプール     | 2015-16  | プレミアリーグ | 31       | 10       | 0        | 0        | 5        | 0        | 13       | 1        | 0      | 0      | 49   | 11   |
| リヴァプール     | 2016-17  | プレミアリーグ | 35       | 11       | 2        | 0        | 4        | 1        | -        | -        | 0      | 0      | 41   | 12   |
| リヴァプール     | 2017-18  | プレミアリーグ | 37       | 15       | 2        | 1        | 0        | 0        | 15       | 11       | 0      | 0      | 54   | 27   |
| リヴァプール     | 2018-19  | プレミアリーグ | 34       | 12       | 1        | 0        | 1        | 0        | 12       | 4        | 0      | 0      | 48   | 16   |
| リヴァプール     | 2019-20  | プレミアリーグ | 38       | 9        | 2        | 0        | 0        | 0        | 8        | 1        | 4      | 2      | 52   | 12   |
| リヴァプール     | 2020-21  | プレミアリーグ | 36       | 9        | 2        | 0        | 0        | 0        | 9        | 0        | 1      | 0      | 48   | 9    |
| リヴァプール     | 2021-22  | プレミアリーグ | 20       | 5        | 3        | 0        | 5        | 1        | 7        | 5        | 1      | 0      | 36   | 11   |
| リヴァプール     | 2022-23  | プレミアリーグ |          |          |          |          |          |          |          |          |        |        |      |      |
| リヴァプール     | 通算     | 通算           | 231      | 71       | 12       | 1        | 15       | 2        | 64       | 22       | 6      | 2      | 328  | 98   |
| 総通算           | 総通算   | 総通算         | 373      | 108      | 21       | 10       | 15       | 2        | 55       | 22       | 22     | 8      | 486  | 150  |

## 代表歴

### 出場大会
- ブラジル代表
  - 2015年 - コパ・アメリカ2015（ベスト8）
  - 2018年 - 2018 FIFAワールドカップ（ベスト8）
  - 2019年 - コパ・アメリカ2019（優勝）

### 試合数
- 国際Aマッチ 55試合 17得点（2014年-2021年）[43]

| ブラジル代表 | 国際Aマッチ | 国際Aマッチ |
| 年           | 出場        | 得点        |
| ------------ | ----------- | ----------- |
| 2014         | 2           | 1           |
| 2015         | 9           | 3           |
| 2016         | 2           | 1           |
| 2017         | 5           | 0           |
| 2018         | 11          | 3           |
| 2019         | 15          | 5           |
| 2020         | 4           | 3           |
| 2021         | 7           | 1           |
| 通算         | 55          | 17          |

### 得点
| #   | 開催年月日     | 開催地                                                       | 対戦国         | スコア | 結果 | 試合概要                          |
| --- | -------------- | ------------------------------------------------------------ | -------------- | ------ | ---- | --------------------------------- |
| 1.  | 2014年11月18日 | ウィーン、エルンスト・ハッペル・シュターディオン             | オーストリア   | 1-2    | 1-2  | 親善試合                          |
| 2.  | 2015年3月29日  | ロンドン、ウェンブリー・スタジアム                           | チリ           | 1-0    | 1-0  | 親善試合                          |
| 3.  | 2015年6月10日  | ポルト・アレグレ、エスタジオ・ベイラ＝リオ                   | ホンジュラス   | 1-0    | 1-0  | 親善試合                          |
| 4.  | 2015年6月21日  | サンティアゴ、エスタディオ・モヌメンタル・ダビド・アレジャノ | ベネズエラ     | 2-0    | 2-1  | コパ・アメリカ2015                |
| 5.  | 2016年10月6日  | ナタール、アレーナ・ダス・ドゥーナス                         | ボリビア       | 5-0    | 5-0  | 2018 FIFAワールドカップ・南米予選 |
| 6.  | 2018年6月3日   | リヴァプール、アンフィールド                                 | クロアチア     | 2-0    | 2-0  | 親善試合                          |
| 7.  | 2018年7月2日   | サマーラ、サマーラ・アリーナ                                 | メキシコ       | 2-0    | 2-0  | 2018 FIFAワールドカップ           |
| 8.  | 2018年9月8日   | イーストラザフォード、メットライフ・スタジアム               | アメリカ合衆国 | 1-0    | 2-0  | 親善試合                          |
| 9.  | 2019年3月27日  | プラハ、シノー・ティップ・アレナ                             | チェコ         | 1-1    | 3-1  | 親善試合                          |
| 10. | 2019年6月10日  | ポルト・アレグレ、エスタジオ・ベイラ＝リオ                   | ホンジュラス   | 6-0    | 7-0  | 親善試合                          |
| 11. | 2019年6月22日  | サンパウロ、アレーナ・デ・サンパウロ                         | ペルー         | 2-0    | 5-0  | コパ・アメリカ2019                |
| 12. | 2020年10月10日 | サンパウロ、アレーナ・デ・サンパウロ                         | ボリビア       | 3-0    | 5-0  | 2022 FIFAワールドカップ・南米予選 |
| 13. | 2020年10月10日 | サンパウロ、アレーナ・デ・サンパウロ                         | ボリビア       | 4-0    | 5-0  | 2022 FIFAワールドカップ・南米予選 |
| 14. | 2020年11月14日 | サンパウロ、エスタジオ・ド・モルンビー                       | ベネズエラ     | 1-0    | 1-0  | 2022 FIFAワールドカップ・南米予選 |

## タイトル

### クラブ
リヴァプールFC
- UEFAチャンピオンズリーグ : 2018-19
- UEFAスーパーカップ : 2019
- FIFAクラブワールドカップ : 2019
- プレミアリーグ : 2019-20
- EFLカップ : 2021-22
- FAカップ : 2021-22
- FAコミュニティ・シールド：2022

アル・アハリ・サウジFC
- AFCチャンピオンズリーグエリート : 2024-25

### 代表
- コパ・アメリカ : 2019